# SDSS J171147.17+233130.5
| SDSS J171147.17+233130.5                                | SDSS J171147.17+233130.5 |
| ------------------------------------------------------- | ------------------------ |
| Beobachtungsdaten Äquinoktium: J2000.0, Epoche: J2000.0 |                          |
| Sternbild                                               | Hercules                 |
| Rektaszension                                           | 17h 11m 47,2s            |
| Deklination                                             | +23° 31′ 31″             |
| Helligkeit (J-Band)                                     | (16,84 ± 0,03) mag       |
| Spektralklasse                                          | L3.5 ± 1.5               |
| Katalogbezeichnungen                                    |                          |
| 2MASS J17114716+2331310                                 |                          |

SDSS J171147.17+233130.5 ist ein L-Zwerg im Sternbild Hercules. SDSS J171147.17+233130.5 wurde durch die Analyse von Daten des Sloan Digital Sky Survey (SDSS) in einer im Jahr 2006 veröffentlichten Untersuchung von Chiu et al. als L-Zwerg identifiziert.